# Compsomelissa keiseri
Compsomelissa keiseri är en biart som först beskrevs av Raymond Benoist 1962.  Compsomelissa keiseri ingår i släktet Compsomelissa och familjen långtungebin. Inga underarter finns listade i Catalogue of Life.